# Club Esportiu Júpiter
Pour les articles homonymes, voir Jupiter.
Maillots
Le Club Esportiu Júpiter est un club de football fondé en 1909 dans le quartier de Poblenou à Barcelone (Catalogne, Espagne). C'est un des clubs historiques du football catalan.

## Historique
Le club est fondé le 12 mai 1909 à la brasserie Cebrián dans le quartier de Poblenou à Barcelone. Le local s'appelle actuellement Tio Che. Les fondateurs sont deux Anglais qui travaillaient à Poblenou. L'identité du club est intimement liée à celle du quartier, majoritairement ouvrier et anarchiste, avec une forte implantation de la CNT. 

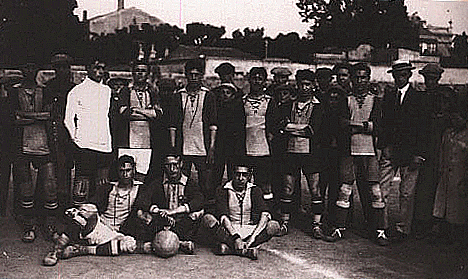
Le CE Júpiter en 1916

En 1912, le CE Júpiter s'affilie à la Fédération catalane. Le club évolue alors sur le Campo de la Bota jusqu'en 1921, date à laquelle il acquiert le Stade de la rue Lope de Vega. Le club est aussi attaché à l'identité catalane, comme le montre son écusson qui reprend les couleurs de l'Estelada. Cet écusson est d'ailleurs interdit sous la dictature de Primo de Rivera qui le contraint à le changer en effaçant toute référence au catalanisme. C'est à la suite d'un match amical entre le FC Barcelone et le CE Jupiter, disputé le 14 juin 1925, où la Marcha Real est sifflée par le public, que le stade du Barça est suspendu plusieurs mois par les autorités.
La meilleure période sportive du club se situe dans les années 1930 lorsque le CE Júpiter est en compétition avec le FC Barcelone et l'Espanyol de Barcelone. De 1934 à 1936, le club évolue en Segunda Division (D2), où il se classe à chaque fois 7e du championnat. Parallèlement à ça, le club a une image engagée et antifasciste, y compris dans le sport puisqu'il participe au Comitè Català Pro Esports Populars (CCEP), organisation sportive antifasciste liée à la gauche catalaniste. Il se raconte que les militants anarchistes profitaient des déplacements de l’équipe pour transporter des pistolets cachés à l’intérieur des ballons. Peu de témoignages authentiques attestent avec certitude de cette anecdote.
A l'approche du soulèvement nationaliste mené par une partie des militaires, le stade du Júpiter sert alors de point de ralliement et d’arsenal clandestin pour les militants cénétistes qui préparent l’insurrection ouvrière face aux militaires factieux. Plusieurs anarchistes du Comité de Défense habitent à proximité du stade, comme Gregorio Jover qui vivait au numéro 276 de la rue Pujades, explique Agustín Guillamón. Durant toute la nuit du 18 au 19 juillet, son appartement s’était transformé en salle de réunion. La proximité de son domicile avec le stade était pratique pour ne pas alerter les autorités.
En 1948, le club inaugure le stade de La Verneda où il joue encore actuellement.
Le 14 octobre 1984, à l'occasion du 75e anniversaire du club, a lieu un match amical à La Verneda entre le FC Barcelone et le CE Júpiter (victoire 3 à 1 du Barça).
Lors de la saison 1987-1988, le club évolue en Segunda Division B (D3), se classant dernier du championnat.